# Козкьой
Козкьой (на турски: Kozköy) е село в Източна Тракия, Турция, Вилает Одрин.

## География
Селото се намира на 23 километра северно от Кешан.

## История
В XIX век Козкьой е българско село в Малгарска кааза в Одринския вилает на Османската империя. Според „Етнография на вилаетите Адрианопол, Монастир и Салоника“, издадена в Константинопол в 1878 година и отразяваща статистиката на населението от 1873 година, Козкьой (Koze) има 102 домакинства и 604 жители българи.
Според статистиката на професор Любомир Милетич в 1912 година в селото живеят 132 български патриаршистки семейства.